# Nordin Jackers
Nordin Jackers (Lanaken, 5 de septiembre de 1997) es un futbolista belga que juega en la demarcación de portero para el Club Brujas de la Primera División de Bélgica.

## Biografía
Tras empezar a formarse como futbolista con el K. R. C. Genk, finalmente subió al primer equipo en la temporada 2016-17, haciendo su debut el 9 de diciembre de 2016 en un encuentro de la Liga Europa de la UEFA contra la U. S. Sassuolo Calcio, encuentro que finalizó con un resultado de 0-2 a favor del conjunto de Genk. El 2 de septiembre de 2019 fue cedido una temporada al Waasland-Beveren. Un año después regresó en propiedad y firmó por tres temporadas. Llegó a ser el capitán del equipo antes de su marcha al Oud-Heverlee Leuven para la temporada 2022-23. La siguiente, después de la lesión de Josef Bursik, el Club Brujas consiguió su cesión y, posteriormente, lo adquirió en propiedad.

## Clubes
| Club                | País    | Año       | Partidos | Goles |
| ------------------- | ------- | --------- | -------- | ----- |
| K. R. C. Genk       | Bélgica | 2016-2019 | 14       | 0     |
| Waasland-Beveren    | Bélgica | 2019-2022 | 74       | 0     |
| Oud-Heverlee Leuven | Bélgica | 2022-2023 | 0        | 0     |
| Club Brujas         | Bélgica | 2023-     | 27       | 0     |

## Palmarés

### Campeonatos nacionales
| Título                      | Club          | País    | Año  |
| --------------------------- | ------------- | ------- | ---- |
| Primera División de Bélgica | K. R. C. Genk | Bélgica | 2019 |
| Supercopa de Bélgica        | K. R. C. Genk | Bélgica | 2019 |
| Primera División de Bélgica | Club Brujas   | Bélgica | 2024 |
| Copa de Bélgica             | Club Brujas   | Bélgica | 2025 |
| Supercopa de Bélgica        | Club Brujas   | Bélgica | 2025 |